# 葉室頼時
葉室頼時（はむろ よりとき、 生没年不詳）は、室町時代前期の公卿。別名は葉室宗豊、葉室定藤。

## 官歴
- 不明：正四位上、蔵人頭、右大弁
- 応永29年（1422年）：参議
- 応永30年（1423年）：美濃権守、左大弁
- 応永31年（1424年）：権中納言
- 応永32年（1425年）：正三位
- 嘉吉元年（1441年）：従二位
- 文安3年（1446年）：権大納言、正二位

## 系譜
- 父：葉室長親